# Henryków (powiat tomaszowski)
Henryków – wieś w Polsce położona w województwie łódzkim, w powiecie tomaszowskim, w gminie Lubochnia.
Obok wsi znajduje się lotnisko wojskowe oraz przebiega szybki ruch drogi ekspresowej S8, w którym prowadzi na Warszawę i na Wrocław.
W latach 1975–1998 miejscowość należała administracyjnie do województwa piotrkowskiego.
Z Henrykowa pochodził Bolesław Mołojec – działacz komunistyczny, uczestnik wojny domowej w Hiszpanii, pierwszy dowódca Gwardii Ludowej.